# Laetacara flavilabris
Laetacara flavilabris är en fiskart som först beskrevs av Cope, 1870.  Laetacara flavilabris ingår i släktet Laetacara och familjen Cichlidae. Inga underarter finns listade i Catalogue of Life.